# Элиа, Мариос (1996)
Мариос Элиа (греч. Μάριος Ηλία; 19 мая 1996, Ларнака, Кипр) — кипрский футболист, нападающий клуба АЕЛ (Лимасол) и сборной Кипра.

## Биография

### Клубная карьера
На профессиональном уровне дебютировал в составе клуба «Этникос» (Ахна) 18 мая 2014 года, выйдя на замену после перерыва в матч чемпионата Кипра против АЕК (Куклия). Всего провёл за команду 25 матчей в высшей лиге, в которых забил 5 голов. Летом 2016 года подписал контракт с клубом АЕЛ (Лимасол). В сезоне 2018/19 выступал на правах аренды за «Алки Ороклини».

### Карьера в сборной
С 2015 года выступал за молодёжную сборную Кипра. 20 мая 2018 года дебютировал за основную сборную Кипра в товарищеском матче со сборной Иордании, в котором вышел на замену после перерыва вместо Фаноса Кателариса.

## Семья
Его отец Кокос Элиа (р. 1970) и дядя Парис (р. 1972) также были футболистами, оба выступали за сборную Кипра. Младший брат Андреас (р. 1997) тоже играет в футбол.